# Cobeja (kommunhuvudort)
Cobeja är en kommunhuvudort i Spanien.   Den ligger i provinsen Toledo och regionen Kastilien-La Mancha, i den centrala delen av landet, 50 km söder om huvudstaden Madrid. Cobeja ligger 498 meter över havet och antalet invånare är 2 037.
Terrängen runt Cobeja är platt. Runt Cobeja är det ganska tätbefolkat, med 120 invånare per kvadratkilometer. Närmaste större samhälle är Illescas, 11,3 km norr om Cobeja. Trakten runt Cobeja består till största delen av jordbruksmark.